# Acraea
Acraea is een geslacht van vlinders van de familie Nymphalidae uit de onderfamilie van de Heliconiinae. De verspreiding van dit geslacht is vrijwel volledig beperkt tot tropisch Afrika. De uitzonderingen zijn Acraea andromacha en Acraea meyeri, die in het Australaziatisch gebied voorkomen, Acraea moluccana uit Indonesië en Acraea terpsicore uit tropisch Azië en Australië.

## Soorten
- Acraea admatha Hewitson, 1865
- Acraea andromacha (Fabricius, 1775)
- Acraea boopis Wichgraf, 1914
- Acraea brainei Henning, 1986
- Acraea camaena (Drury, 1773)
- Acraea cuva Grose-Smith, 1889
- Acraea dammii Van Vollenhoven, 1869
- Acraea eltringhami Joicey & Talbot, 1921
- Acraea endoscota Le Doux, 1928
- Acraea eugenia Karsch, 1893
- Acraea hamata Joicey & Talbot, 1922
- Acraea horta (Linnaeus, 1764)
- Acraea hova Boisduval, 1833
- Acraea igati Boisduval, 1833
- Acraea insignis Distant, 1880
- Acraea kappa Pierre, 1979
- Acraea kia Pierre, 1990
- Acraea kinduana Pierre, 1979
- Acraea leucographa Ribbe, 1889
- Acraea machequena Grose-Smith, 1887
- Acraea mahela Boisduval, 1833
- Acraea matuapa Grose-Smith, 1889
- Acraea meyeri Kirsch, 1877
- Acraea moluccana Felder, 1860
- Acraea neobule Doubleday, 1847
- Acraea punctimarginea Pinhey, 1956
- Acraea quirina (Fabricius, 1781)
- Acraea ranavalona Boisduval, 1833
- Acraea satis Ward, 1871
- Acraea terpsicore (Linnaeus, 1758)
- Acraea turlini Pierre, 1979

### Niet meer in dit geslacht
- Acraea abdera Hewitson, 1852
- Acraea acara Hewitson, 1865
- Acraea acerata Hewitson, 1874
- Acraea acrita Hewitson, 1865
- Acraea actinotina (Lathy, 1903)
- Acraea acuta Howarth, 1969
- Acraea adrasta Weymer, 1892
- Acraea aganice Hewitson, 1852
- Acraea aglaonice Westwood, 1881
- Acraea alcinoe C. & R. Felder, 1865
- Acraea alciope Hewitson, 1852
- Acraea alciopoides Joicey & Talbot, 1921
- Acraea alicia (Sharpe, 1890)
- Acraea althoffi Dewitz, 1889
- Acraea amicitiae Heron, 1909
- Acraea anacreon Trimen, 1868
- Acraea anacreontica Grose-Smith, 1898
- Acraea anemosa Hewitson, 1865
- Acraea annonae Pierre, 1987
- Acraea ansorgei Grose-Smith, 1898
- Acraea asboloplintha Karsch, 1894
- Acraea asema Hewitson, 1877
- Acraea atatis Pierre, 2004
- Acraea atergatis Westwood, 1881
- Acraea atolmis Westwood, 1882
- Acraea aubyni Eltringham, 1912
- Acraea aurivillii Staudinger, 1896
- Acraea axina Westwood, 1881
- Acraea bailunduensis Wichgraf, 1918
- Acraea bana Pierre & Bernaud, 2012
- Acraea barberi Trimen, 1881
- Acraea baxteri Sharpe, 1902
- Acraea bellona Weymer, 1908
- Acraea bettiana Joicey & Talbot, 1921
- Acraea bomba Grose-Smith, 1889
- Acraea bonasia (Fabricius, 1775)
- Acraea braesia Godman, 1885
- Acraea buettneri Rogenhofer, 1889
- Acraea burgessi Jackson, 1956
- Acraea burni Butler, 1896
- Acraea buschbecki Dewitz, 1889
- Acraea cabira Hopffer, 1855
- Acraea caecilia (Fabricius, 1781)
- Acraea caldarena Hewitson, 1877
- Acraea cepheus (Linnaeus, 1758)
- Acraea cerasa Hewitson, 1861
- Acraea chaeribula Oberthür, 1893
- Acraea chambezi Neave, 1910
- Acraea chilo Godman, 1880
- Acraea cinerea Neave, 1904
- Acraea circeis Drury, 1782
- Acraea conradti Oberthür, 1893
- Acraea consanguinea (Aurivillius, 1893)
- Acraea dewitzi Staudinger, 1896
- Acraea diogenes Suffert, 1904
- Acraea disjuncta Grose-Smith, 1898
- Acraea doubledayi Guérin-Méneville, 1849
- Acraea egina (Cramer, 1775)
- Acraea ella Eltringham, 1911
- Acraea elongata (Butler, 1874)
- Acraea eltringhamiana Le Doux, 1932
- Acraea encedana Pierre, 1976
- Acraea encedon (Linnaeus, 1758)
- Acraea epaea (Cramer, 1779)
- Acraea epiprotea (Butler, 1874)
- Acraea epitellus Staudinger, 1896
- Acraea eponina (Cramer, 1780)
- Acraea equatorialis Neave, 1904
- Acraea esebria Hewitson, 1861
- Acraea excelsior Sharpe, 1891
- Acraea excisa (Butler, 1874)
- Acraea formosa (Butler, 1874)
- Acraea fornax Butler, 1879
- Acraea goetzei Thurau, 1903
- Acraea grosvenori Eltringham, 1912
- Acraea guillemei Oberthür, 1893
- Acraea guluensis Le Doux, 1932
- Acraea humilis Sharpe, 1897
- Acraea hypoleuca Trimen, 1898
- Acraea igola Trimen, 1889
- Acraea indentata (Butler, 1895)
- Acraea insularis Sharpe, 1893
- Acraea intermediodes Ackery, 1995
- Acraea issoria (Hübner, 1819)
  - = Acraea vesta (Fabricius, 1787)
- Acraea iturina Grose-Smith, 1890
- Acraea jodutta (Fabricius, 1793)
- Acraea johnstoni Godman, 1885
- Acraea kalinzu Carpenter, 1936
- Acraea kivuensis Joicey & Talbot, 1927
- Acraea kraka Aurivillius, 1893
- Acraea lapidorum Pierre, 1988
- Acraea leopoldina (Aurivillius, 1895)
- Acraea lequeuxi Bernaud & Pierre, 2012
- Acraea leucopyga Aurivillius, 1904
- Acraea lia Mabille, 1879
- Acraea lofua Eltringham, 1911
- Acraea loranae Pierre, 1987
- Acraea lualabae Neave, 1910
- Acraea lumiri Bethune-Baker, 1908
- Acraea lusinga Overlaet, 1955
- Acraea lyci Pierre, 2006
- Acraea lycoa Godart, 1819
- Acraea lygus Druce, 1875
- Acraea macaria (Fabricius, 1793)
- Acraea macarista (Sharpe, 1906)
- Acraea maji Carpenter, 1935
- Acraea manca Thurau, 1903
- Acraea mansya Eltringham, 1911
- Acraea masamba Ward, 1872
- Acraea masaris Oberthür, 1893
- Acraea medea (Cramer, [1775])
- Acraea melanoxantha Sharpe, 1891
- Acraea mirabilis Butler, 1885
- Acraea miranda Riley, 1920
- Acraea mirifica Lathy, 1906
- Acraea natalica Boisduval, 1847
- Acraea necoda Hewitson, 1861
- Acraea newtoni Sharpe, 1893
- Acraea niobe Sharpe, 1893
- Acraea nohara Boisduval, 1847
- Acraea ntebiae Sharpe, 1897
- Acraea obeira Hewitson, 1863
- Acraea oberthuerii Butler, 1895
- Acraea obliqua (Aurivillius, 1913)
- Acraea omrora Trimen, 1894
- Acraea oncaea Hopffer, 1855
- Acraea onerata Trimen, 1891
- Acraea oreas Sharpe, 1891
- Acraea orestia Hewitson, 1874
- Acraea orina Hewitson, 1874
- Acraea orinata Oberthür, 1893
- Acraea oscari Rothschild, 1902
- Acraea overlaeti Pierre, 1988
- Acraea parageum (Grose-Smith, 1900)
- Acraea parrhasia (Fabricius, 1793)
- Acraea peetersi Pierre, 1992
- Acraea pelopeia Staudinger, 1896
- Acraea peneleos Ward, 1871
- Acraea penelope Staudinger, 1896
- Acraea pentapolis Ward, 1871
- Acraea perenna Doubleday, 1847
- Acraea periphanes Oberthür, 1893
- Acraea persanguinea (Rebel, 1914)
- Acraea petraea Boisduval, 1847
- Acraea pharsalus Ward, 1871
- Acraea poggei Dewitz, 1879
- Acraea pseudatolmis Eltringham, 1912
- Acraea pseudegina Westwood, 1852
- Acraea pseudepaea Dudgeon, 1909
- Acraea pseudeuryta Godman & Salvin, 1890
- Acraea pseudolycia Butler, 1874
- Acraea pudorella Aurivillius, 1898
- Acraea pudorina Staudinger, 1885
- Acraea punctellata Eltringham, 1912
- Acraea quadricolor (Rogenhofer, 1891)
- Acraea quirinalis Grose-Smith, 1900
- Acraea rabbaiae Ward, 1873
- Acraea rahira Boisduval, 1833
- Acraea rangatana Eltringham, 1912
- Acraea regalis Oberthür, 1893
- Acraea rhodesiana Wichgraf, 1909
- Acraea rogersi Hewitson, 1873
- Acraea rohlfsi Suffert, 1904
- Acraea safie Felder, 1867
- Acraea sambavae Ward, 1873
- Acraea scalivittata (Butler, 1896)
- Acraea schubotzi (Grünberg, 1911)
- Acraea semivitrea Aurivillius, 1895
- Acraea servona Godart, 1819
- Acraea sotikensis Sharpe, 1891
- Acraea stenobea Wallengren, 1860
- Acraea strattipocles Oberthür, 1893
- Acraea sykesi Sharpe, 1902
- Acraea tellus (Aurivillius, 1893)
- Acraea translucida Eltringham, 1912
- Acraea turna Mabille, 1877
- Acraea umbra (Drury, 1782)
- Acraea ungemachi Le Cerf, 1927
- Acraea unimaculata Grose-Smith, 1898
- Acraea utengulensis Thurau, 1903
- Acraea uvui Grose-Smith, 1890
- Acraea ventura Hewitson, 1887
- Acraea vesperalis Grose-Smith, 1890
- Acraea vestalis C. & R. Felder, 1865
- Acraea violae (Fabricius, 1775)
- Acraea violarum Boisduval, 1847
- Acraea viviana Staudinger, 1896
- Acraea vuilloti Mabille, 1888
- Acraea vumbui Stevenson, 1934
- Acraea welwitschii Rogenhofer, 1892
- Acraea zetes (Linnaeus, 1758)
- Acraea zitja Boisduval, 1833
- Acraea zonata Hewitson, 1877
- Acraea zoumi Pierre, 1995